# Dalla Bussola
| Оценки критиков | Оценки критиков |
| Источник        | Оценка          |
| --------------- | --------------- |
| OndaRock        | ★               |

Dalla Bussola — второй концертный альбом итальянской певицы Мины, выпущенный в 1972 году на лейбле PDU.
Это был один из трёх концертных альбомов Мины; как и другие, этот был записан в сентябре 1972 года в ночном клубе La Bussola на Тоскане. Релиз альбома состоялся в ноябре, причём изначально он продавался как двойной альбом вместе со студийной записью Altro. Двойной альбом занял десятое место в списке самых продаваемых альбомов за 1973 год.

## Список композиций
| №  | Название                              | Автор(ы)                            | Длительность |
| -- | ------------------------------------- | ----------------------------------- | ------------ |
| 1. | «The Groove Merchant» (Sigla)         | Джером Ричардсон                    | 2:20         |
| 2. | «Fly Me to the Moon (In Other Words)» | Барт Ховард                         | 2:47         |
| 3. | «E penso a te»                        | Могол, Лучио Баттисти               | 3:26         |
| 4. | «Fiume azzurro»                       | Луиджи Альбертелли, Энрико Риккарди | 3:42         |
| 5. | «Io vivrò (senza te)»                 | Могол, Лучио Баттисти               | 4:57         |

| №  | Название                               | Автор(ы)                                                     | Длительность |
| -- | -------------------------------------- | ------------------------------------------------------------ | ------------ |
| 1. | «You’ve Made Me So Very Happy»         | Берри Горди, Бренда Холлоуэй, Патрисия Холоуэй, Фрэнк Уилсон | 3:13         |
| 2. | «Laia ladaia» (Reza)                   | Эду Лобу, Руй Герра                                          | 3:08         |
| 3. | «Someday (You’ll Want Me to Want You)» | Джимми Ходжес                                                | 6:57         |
| 4. | «The Groove Merchant» (Sigla)          | Джером Ричардсон                                             | 1:10         |

| №   | Название                                                                                                  | Автор(ы) | Длительность |
| --- | --- | --- | ------------ |
| 1.  | «The Groove Merchant» (Sigla)                                                                             | Джером Ричардсон | 2:20         |
| 2.  | «Fly Me to the Moon (In Other Words)»                                                                     | Барт Говард | 2:47         |
| 3.  | «E penso a te»                                                                                            | Могол, Лучио Баттисти | 3:26         |
| 4.  | «Fiume azzurro»                                                                                           | Луиджи Альбертелли, Энрико Риккарди | 3:42         |
| 5.  | «Io vivrò (senza te)»                                                                                     | Могол, Лучио Баттисти | 4:57         |
| 6.  | «You’ve Made Me So Very Happy»                                                                            | Берри Горди, Бренда Холлоуэй, Патрисия Холоуэй, Фрэнк Уилсон | 3:13         |
| 7.  | «Non credere / E se domani / Insieme / Bugiardo e incosciente / Parole parole / Io e te da soli» (Medley) | Могол, Роберто Софичи, Аскри / Джорджо Калабрезе, Карло Альберто Росси / Могол, Лучио Баттисти / Паоло Лимити, Жуан Мануэль Серрат / Лео Кьоссо, Джанкарло Дель Ре, Джанни Феррио / Могол, Лучио Баттисти | 10:06        |
| 8.  | «Laia ladaia» (Reza)                                                                                      | Эду Лобу, Руй Герра | 3:08         |
| 9.  | «Someday (You’ll Want Me to Want You)»                                                                    | Джимми Ходжес | 6:57         |
| 10. | «The Groove Merchant» (Sigla)                                                                             | Джером Ричардсон | 1:10         |

## Чарты
| Чарт (1972–73)                            | Высшая позиция | Недель в чарте |
| ----------------------------------------- | -------------- | -------------- |
| Италия (Musica e dischi) · вместе с Altro | 2              | 26             |
| Чарт (2012)                               | Высшая позиция | Недель в чарте |
| Италия (Classifica album)                 | 11             | 8              |

| Чарт (1973)                               | Позиция |
| ----------------------------------------- | ------- |
| Италия (Musica e dischi) · вместе с Altro | 10      |